# 紅斑棘花鮨
紅斑棘花鮨，又稱紅斑棘花鱸、紅椒棘花鱸，為輻鰭魚綱鱸形目鱸亞目鮨科的其中一種，分布於印度太平洋區，從紅海、東非至法屬波里尼西亞海域，棲息深度23-58公尺，體長可達4公分，生活在向海礁坡，為底棲性魚類，屬肉食性，生活習性不明。

## 擴展閱讀
維基物種上的相關：紅斑棘花鮨